# Veleposlaništvo Republike Slovenije na Finskem
Veleposlaništvo Republike Slovenije na Finskem (uradni naziv Veleposlaništvo Republike Slovenije Helsinki, Finska) je diplomatsko-konzularno predstavništvo Republike Slovenije s sedežem v Helsinkih na Finskem. Zadnji veleposlanik je bil Tone Kajzer. Leta 2012 je bilo veleposlaništvo zaprto.

## Veleposlaniki
- Mihael Zupančič (2022–), nerezidenčno iz Københavna
- Edvin Skrt, (2018–2022) nerezidenčno iz Københavna
- Tone Kajzer, (2013–2018) nerezidenčno iz Københavna
- Bogdan Benko, (2013) nerezidenčno iz Københavna
- Tone Kajzer, (2008–2012)
- Darja Bavdaž Kuret, nerezidenčno iz Stockholma
- Dragoljuba Benčina, nerezidenčno iz Stockholma